# Nebojša Zorkić
Nebojša Zorkić (in serbo Небојша Зоркић?; Arilje, 21 agosto 1961) è un ex cestista jugoslavo.

## Carriera
Con la Jugoslavia ha disputato i Giochi olimpici di Los Angeles 1984 e i Campionati europei del 1985.